# Blutritt

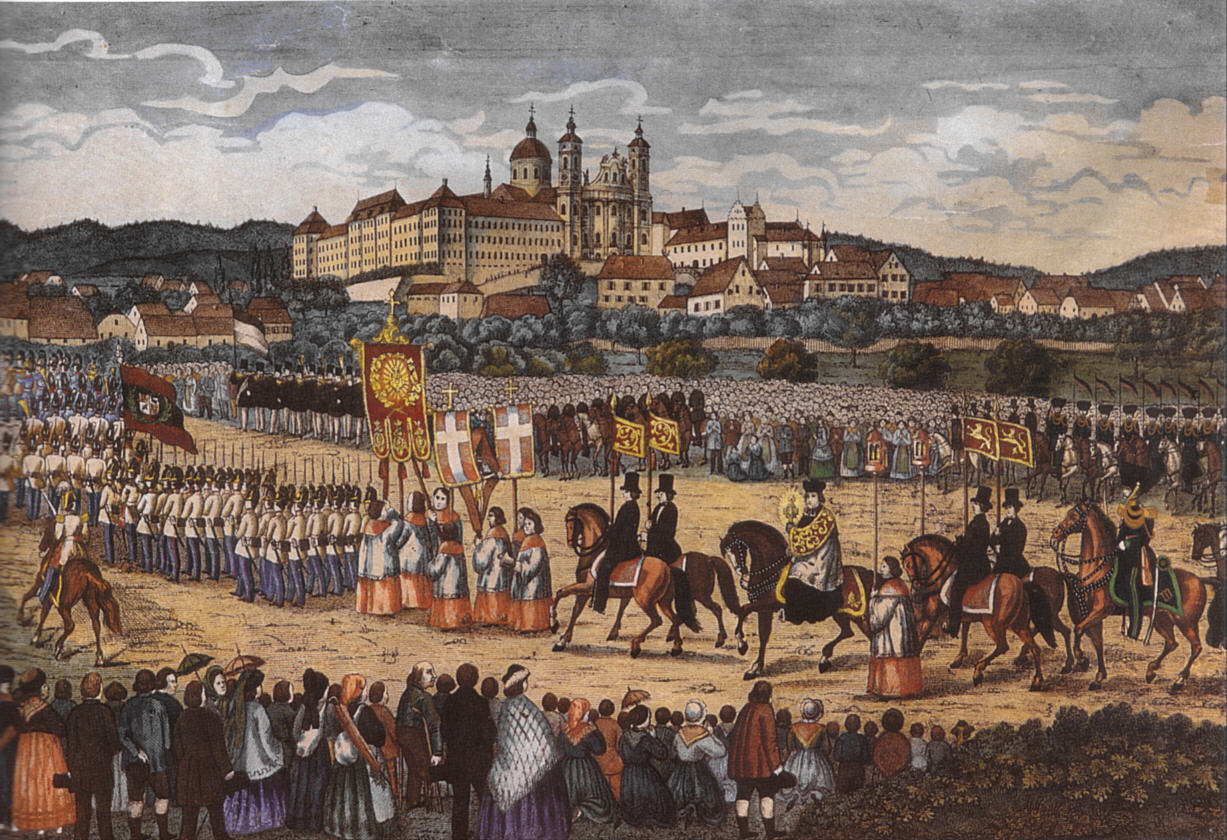
Blutritt in Weingarten, um 1865

Der Blutritt ist eine Reiterprozession, die zu Ehren einer Blutreliquie stattfindet. Es gibt in mehreren Orten in Deutschland Blutritte, die Termine sind nicht einheitlich.

## Blutritt in Weingarten

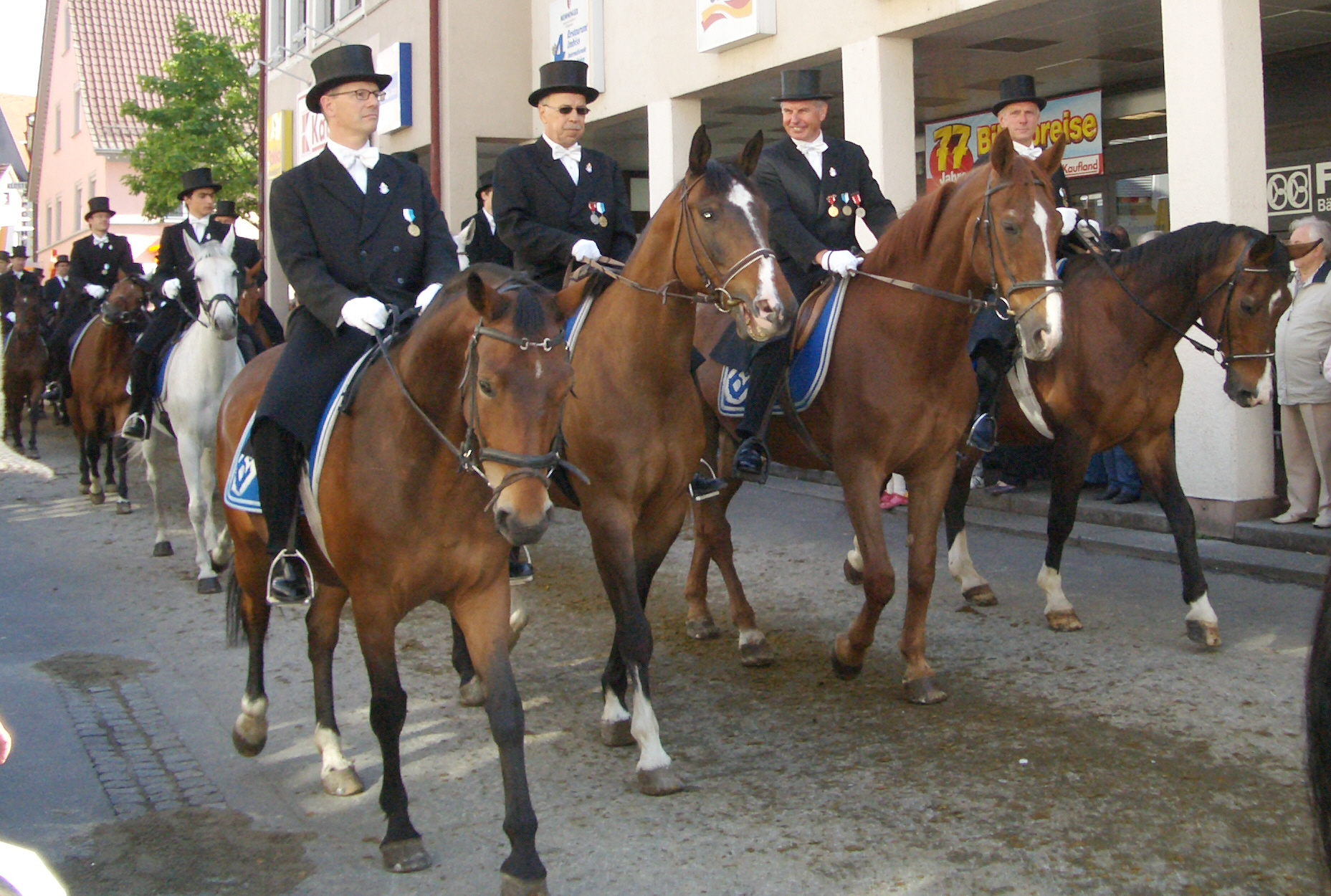
Blutritt in Weingarten, 2007

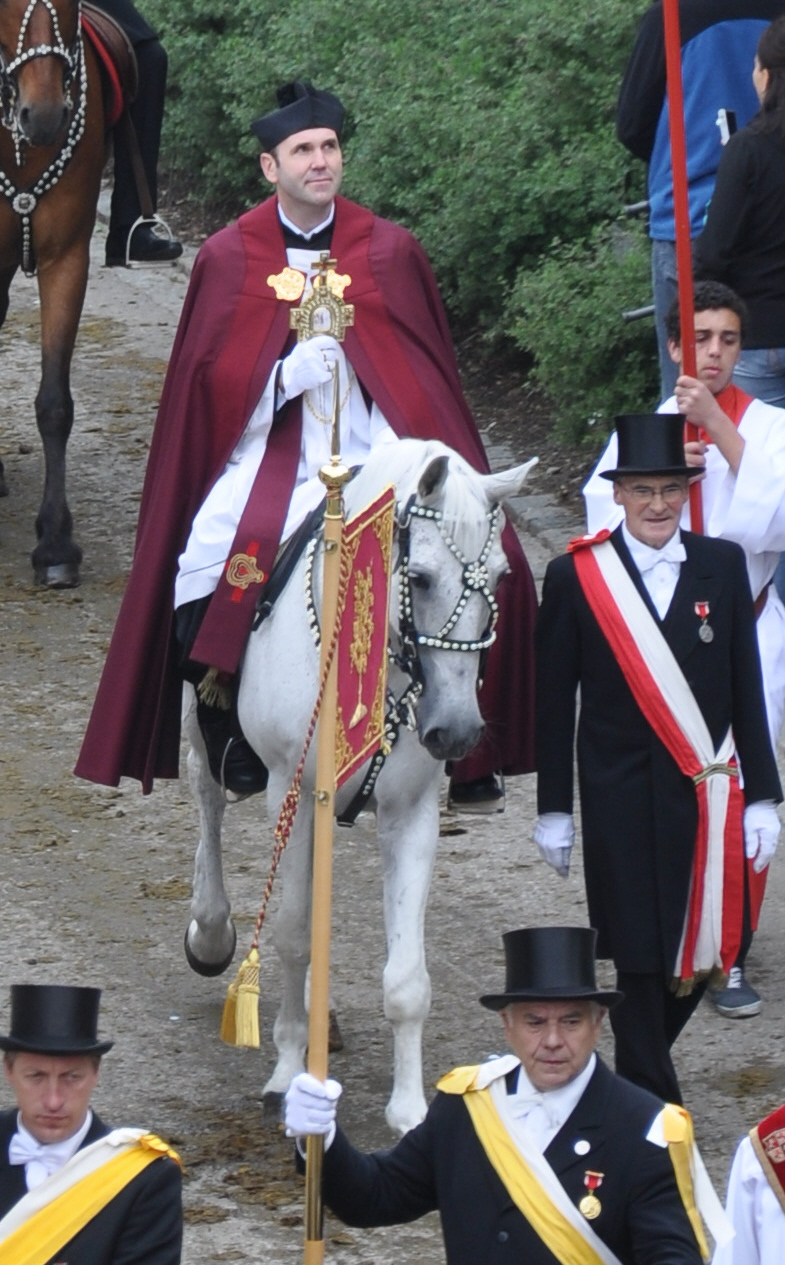
Der Heilig-Blut-Reiter beim Blutritt in Weingarten, 2011

Der Blutritt im oberschwäbischen Weingarten gilt als größte Reiterprozession Europas und findet am Freitag nach Christi Himmelfahrt, dem sogenannten Blutfreitag, statt. Er wurde 1529 erstmals schriftlich erwähnt und bereits damals als Brauch „von alt her“ bezeichnet. Er gilt als wesentliches Merkmal oberschwäbischer Identität. Inzwischen nehmen auch Delegationen aus der Weingartener Partnerstadt Mantua teil.
Die Abtei Weingarten beherbergt seit über 950 Jahren eine Heilig-Blut-Reliquie: einige Tropfen Blut in einem Erdklumpen, angeblich das Blut Jesu Christi. Das Reliquiar befindet sich in der Weingartener Klosterkirche. Am Blutfreitag trägt der Heilig-Blut-Reiter das Reliquiar durch Weingarten und das Umland. Jährlich rund zweitausend Reiter in Frack und Zylinder (2016: 2.366 Reiter, 2018: 2.203 Reiter, 2022: 1.803 Reiter und Reiterinnen, 2024: 1.779 Reiter und Reiterinnen, 2025: 1.831 Reiter und Reiterinnen), organisiert in über 100 Blutreitergruppen aus der ganzen Region, reiten mit dem Blutreiter. Etwa 80 Musikkapellen (mit 2018 über 4.000 Mitgliedern) begleiten die Reiter. Bis 2025 ging die Zahl der Reiter nach einem vorherigen langjährigen Anstieg etwas zurück. Die Zahl der teilnehmenden Musiker stieg hingegen im gleichen Zeitraum. Der Blutritt in Weingarten wird an den Straßen der Stadt jährlich von über 30.000 Pilgern und Zuschauern verfolgt.
Traditionell war der Blutritt eine Männerwallfahrt. Er wurde 2020 kein immaterielles Kulturerbe der UNESCO, weil keine Frauen teilnehmen dürfen. Im November 2020 beschloss der Kirchengemeinderat der veranstaltenden Kirchengemeinde St. Martin Weingarten, dass fortan auch Frauen als Blutreiterinnen teilnehmen dürfen. Die Entscheidung über die Teilnahme wird dabei in die Hände der teilnehmenden örtlichen Blutreitergruppen gelegt. Simone Rürup, die Bürgermeisterin von Baindt, einer Gemeinde bei Weingarten, gehört zu den Frauen, die im Jahr 2022 erstmals mitreiten durften. Im Jahr 2025 wurde in der Lokalpresse geschätzt, dass etwa ein Viertel der Teilnehmer zu Pferde Frauen waren.
2020 wurde der Blutritt wegen der COVID-19-Pandemie erstmals virtuell übertragen. An dem Gottesdienst und der Prozession durften nur wenige Reiter und ausgewählte Gäste teilnehmen.

### Ursprung
Die Heilig-Blut-Reliquie in Weingarten enthält der Legende nach das Blut Jesu von Nazaret. Dieser wurde um das Jahr 30 oder 31 auf dem Hügel Golgota gekreuzigt. Ein römischer Legionär, der später als Longinus bekannt wurde, stieß, um den Tod des Sohnes Gottes festzustellen, seine Lanze tief in die Seite des Gekreuzigten. Dabei tropfte das Blut Jesu Christi auf das Gesicht des Legionärs und erleuchtete ihn: Der Legende nach der Ursprung der heilenden Wunderwirkung des Blutes Jesu. Longinus nahm einige der Blutstropfen auf, vermischte sie mit der Erde Golgotas und verwahrte diese in einem bleiernen Kästchen. Nachdem er von den Aposteln getauft worden war, verließ er Jerusalem und fuhr mit dem Schiff ins italienische Mantua, wo er das Christentum predigte und verfolgt wurde. In Not und Bedrängnis gekommen, versteckte er das Kästchen und erlitt wenig später den Märtyrertod. Dem blinden Adilbero offenbarte sich eines Tages die Stelle des Verstecks. Diese Kunde drang bis zum Kaiser. Kaiser, Papst und Herzog von Mantua ließen sich von Adilbero das Versteck der Reliquie zeigen. Dieser erhielt sein Augenlicht zurück. Um die Reliquie entbrannte jedoch eine blutige Auseinandersetzung. Das Streitobjekt wurde infolgedessen geteilt: Ein Stück für Papst Leo IX., eines für den Herzog von Mantua und ein drittes für Kaiser Heinrich III.
Die Legende hält einer historischen Untersuchung nicht stand, vielmehr endete die frühchristliche Verfolgung des Longinus in Kappadokien. Die Reliquie und seine Gebeine kamen 553 als Gegengeschenk von Konstantinopel an die Stadt Mantua. Als Mantua 580 ein Jahr lang von den Langobarden belagert wurde, wurde die Reliquie an einem geheimen Ort verborgen und 804 wieder aufgefunden. Papst Leo III. (795–816) und Karl der Große (768–814) ließen die Reliquie daraufhin prüfen. Die Blutreliquie wurde geteilt. Während der Belagerung Mantuas 923 durch die Ungarn wurden die Teile abermals verborgen: der größere Teil zusammen mit den Longinusreliquien im Garten des Andreashospitals, der kleinere Teil in der alten Kirche des hl. Paulus nahe der Kathedrale (aufgefunden 1479). Am 12. März 1048 wurde der größere Teil der Blutreliquie und der Gebeine des Longinus in Mantua gefunden. Papst Leo IX. (1049–1054) berief 1053 eine Kirchensynode in Mantua ein und wollte die Reliquie des kostbaren Blutes nach Rom mitnehmen. Wegen des Widerstandes der Mantuaner kam es zu einer zweiten Teilung der Heilig-Blut-Reliquie, sodass ein Teil in Mantua verblieb, der andere nach Rom gelangte. 1055 kam Kaiser Heinrich III. (1039–1056) nach Mantua und erhielt einen weiteren Teil der Blutreliquie.
Als der Kaiser 1056 starb, wurde die Reliquie Graf Balduin V. von Flandern (1035–1067) als Zeichen der Versöhnung vermacht. Dieser schenkte es seiner Verwandten Judith (1032–1094). Sie war in zweiter Ehe mit Welf IV. von Altdorf, Herzog von Bayern, verheiratet. Als dieser in den Kreuzzug zog, übergab sie die Blutreliquie Walicho (1088–1108), Abt des Klosters Weingarten, der Lieblingsstiftung und Grablege der Welfen.
Die Übergabe der Reliquie datiert auf den 31. Mai 1090 bzw. den 12. März 1094. Angeblich war der Tag der Freitag nach Christi Himmelfahrt und ist damit Ursprung des Blutfreitags und des Blutritts. Die Übergabe ist als Relief auf der Hosannaglocke (1490) der Basilika St. Martin dargestellt.

### Geschichte des Blutritts
Der Blutritt war bis ins 17. Jahrhundert mit einer Grenzumgehung des Gebiets von Weingarten verbunden. Dabei zogen die Väter mit ihren volljährig gewordenen Söhnen und erteilten ihnen an markanten Punkten Ohrfeigen.
Im 1806 neu gebildeten Königreich Württemberg wurde zu Anfang des 19. Jahrhunderts der Blutritt untersagt. 1848 wurde die Tradition wieder aufgenommen und mit einem Blutfreitagsmarkt verbunden.
Am 15. Mai 1885 fiel der Blutritt aufgrund Schneefalls aus.

### Ablauf
Zum Auftakt des Blutrittes nehmen am Abend von Christi Himmelfahrt bereits Tausende von Pilgern an einer Lichterprozession von der Basilika St. Martin zum Kreuzberg (seit 1890) teil.
Am Blutfreitag selbst beginnt dann ab ca. 6 Uhr morgens die Reitermesse in der Basilika und gegen 7 Uhr der Blutritt über zehn Kilometer durch die Straßen und die angrenzenden Felder von Weingarten. Die Reliquie, eingearbeitet in ein mit Edelsteinen besetztes Kreuz, wird vom Heilig-Blut-Reiter mitgeführt, der den Segen des Heiligen Blutes für Haus, Hof und Felder spendet. Die Reliquie ist durch eine Kette mit drei Ringen gesichert, falls das Pferd einmal aufbäumt und den Reiter abwirft. Bis zur Schließung des Klosters 2010 war ein Ordenspriester aus dem Kloster Weingarten Heilig-Blut-Reiter, seit 2011 versieht der Pfarrer der Basilika dieses Amt. Nach rund fünf Stunden kehrt das Reliquiar wieder in die Basilika zurück.

### Altäre
Die Reiterprozession zieht zu vier Außenaltären. Einer davon liegt außerhalb der Gemarkung Weingartens in der Gemeinde Baienfurt:
- 1. Altar – Thumbstraße 48 im Pfarrgebiet St. Maria, Weingarten
- 2. Altar – Galgenkreuz an der Straße nach Ettishofen im Pfarrgebiet Heilig Geist, Weingarten
- 3. Altar – Hof an der Straße nach Mochenwangen im Pfarrgebiet Baienfurt
- 4. Altar – Baienfurter Straße beim Missionskreuz im Pfarrgebiet St. Martin Weingarten

### Rezeption in Film, Fernsehen und Literatur
Der Regisseur Douglas Wolfsperger drehte 2003 mit Die Blutritter einen Dokumentarfilm über mehrere Teilnehmer des Blutritts in Weingarten. Der Film wurde im Sommer 2004 bei den Internationalen Filmfestspielen in Locarno uraufgeführt.
Der Blutritt dient in jüngster Zeit als Inspiration für regional geprägte Fernsehkrimis aus der Reihe „Die Toten vom Bodensee“ und für Kriminalromane.

## Blutritt in Bad Wurzach
Im oberschwäbischen Bad Wurzach ist der Blutritt traditionell Bestandteil des Heilig-Blut-Festes am zweiten Freitag im Juli. Mit rund 1.500 Reitern und etwa 5000 Wallfahrern ist es die zweitgrößte Reiterprozession Mitteleuropas. Im Mittelpunkt steht die Verehrung einer Heilig-Blut-Reliquie aus dem Privatbesitz von Papst Innozenz XII.

### Ursprung
Der Überlieferung nach erhielt ein Pilger von Papst Innozenz XII. im Jahre 1693 in Rom ein blutgetränktes Tuchstück geschenkt. Diese Reliquie gelangte 1764 nach Bad Wurzach.

### Ablauf
Das blutgetränkte Stück Tuch wird während der Prozession durch Stadt und Umgebung in einem vergoldeten Reliquiar mitgeführt. Die Pferde sind festlich geschmückt, und die Reiter tragen ihr Festtagsgewand. Die Prozession beginnt bereits um 7 Uhr mit der Abholung der Reliquie an der Stadtkirche und endet mit einer Predigt auf dem Gottesberg. Als Termin wurde der zweite Freitag im Juli festgelegt.

#### Prozessionsweg
- Abholung der Heilig-Blut-Reliquie in der Stadtkirche St. Verena
- 1. Stationsaltar am Schlossportal
- 2. Stationsaltar beim Josenhof
- 3. Stationsaltar in Truschwende
- 4. Stationsaltar in Reinstein
- Ziel: Gottesberg

## Blutritte in anderen Orten

### Deutschland
- Neuler-Schwenningen
- Westhausen-Lippach
- Weißenau (unregelmäßig, zu Jubiläen)

### Schweiz
Auch in einigen Luzernern Gemeinden gibt es ähnliche Bräuche an Christi Himmelfahrt, Schweizerisch „Auffahrt“ oder „Uffert“ genannt
- Beromünster[36]
- Hitzkirch[37]
- Sempach

### Italien
- Mantua[38]